# Kirby (Arkansas)
Kirby – jednostka osadnicza w Stanach Zjednoczonych, w stanie Arkansas, w hrabstwie Pike.